# Clavularia reptans
Clavularia reptans is een zachte koraalsoort uit de familie Clavulariidae. De koraalsoort komt uit het geslacht Clavularia. Clavularia reptans werd in 1894 voor het eerst wetenschappelijk beschreven door Hickson. 